# 东德瓦尔
东德瓦尔（塞尔维亚语：／），是波斯尼亚和黑塞哥维那实体之一塞族共和國的市镇，位于波士尼亞克拉伊納地区的中部。市镇面积为75.3平方公里，2022年人口数量为105人。

## 历史
在1995年波士尼亞戰爭后，东德瓦尔从战前的德瓦尔市镇析出（其余部分现隶属于波黑联邦）。在战争期间该地又名塞族德瓦尔（Српски Дрвар）。
2019年时，该市镇是塞族共和国及整个波黑人口最少的市镇。

## 人口
| 总计 | 79 (100.0%) |
| 塞族 | 78 (98.73%) |
| 克族 | 1 (1.266%)  |